# Dieke van Straten
Dieke van Straten (Oirschot, 7 oktober 2003) is een Nederlands voetbalspeelster. Ze speelt als middenvelder voor FC Utrecht in de Vrouwen Eredivisie.

## Carrière
Van Straten begon met voetballen bij de amateurclub Oirschot Vooruit. Via het CTO Eindhoven Talenteam stroomde Van Straten door naar de jeugdopleiding van PSV. Bij de Eindhovenaren speelde ze als middenvelder en debuteerde ze in seizoen 2020/21 met een invalbeurt in de Eredivisie Cup, waarin ze ook een doelpunt scoorde.
In mei 2023 maakte Van Straten de overstap naar FC Utrecht, dat in het seizoen 2023/24 terugkeerde in de Vrouwen Eredivisie. Op 10 september 2023 maakte Van Straten haar debuut voor FC Utrecht in een thuiswedstrijd tegen Feyenoord door in de basis te starten. In deze wedstrijd wist Van Straten het allereerste doelpunt van FC Utrecht te maken na de rentree in de eredivisie.
Op 27 februari 2024 tekende Van Straten een nieuwe verbintenis bij FC Utrecht die haar tot medio 2025 aan de club uit de Domstad verbonden houdt. In mei 2025 verlengde ze nogmaals haar contract.

## Statistieken
| Seizoen | Club       | Competitie         | Competitie | Competitie | Beker | Beker | Overig | Overig | Totaal | Totaal |
| Seizoen | Club       | Competitie         | Wed.       | Dlp.       | Wed.  | Dlp.  | Wed.   | Dlp.   | Wed.   | Dlp.   |
| ------- | ---------- | ------------------ | ---------- | ---------- | ----- | ----- | ------ | ------ | ------ | ------ |
| 2020/21 | PSV        | Vrouwen Eredivisie | 0          | 0          | 0     | 0     | 1      | 1      | 1      | 1      |
| 2021/22 | PSV        | Vrouwen Eredivisie | 1          | 0          | 0     | 0     | 2      | 0      | 3      | 0      |
| 2022/23 | PSV        | Vrouwen Eredivisie | 0          | 0          | 0     | 0     | 0      | 0      | 0      | 0      |
| 2023/24 | FC Utrecht | Vrouwen Eredivisie | 14         | 1          | 1     | 1     | 0      | 0      | 15     | 2      |
| 2024/25 | FC Utrecht | Vrouwen Eredivisie | 20         | 1          | 1     | 0     | 1      | 0      | 22     | 1      |
| Totaal  | Totaal     | Totaal             | 38         | 2          | 1     | 0     | 3      | 1      | 42     | 3      |

Bijgewerkt t/m 23 mei 2025.

## Interlandcarrière
Van Straten speelde, mede vanwege de coronacrisis, tot 2021 nog niet voor Oranje O19.
1 Bastiaen ·
2 Van der Most ·
3 Bormans ·
5 Visscher ·
6 Munsterman ·
7 Cobussen ·
8 Roosjen ·
9 Tromp ·
10 Snellenberg ·
11 De Jong ·
12 Piqué ·
15 Mahieu ·
16 Louwes ·
17 Kruize ·
18 Groenendijk ·
19 Loonen ·
20 De Keijzer ·
21 Paliama ·
22 Van der Zanden ·
23 Van Straten ·
27 Van Schoonhoven ·
28 Op den Kelder ·
32 De Heus ·
50 Koopman ·
Coach: Helbling
· Assistent-trainer: Schefczyk
· Keeperstrainer: El Amraoui